# Lanckorona
Lanckorona ist eine ehemalige Stadt (bis 1933), jetzt ein Dorf im Powiat Wadowicki der Woiwodschaft Kleinpolen in Polen. Es ist Sitz der gleichnamigen Landgemeinde mit etwa 6200 Einwohnern.

## Geographie
Der Ort liegt an der Grenze zwischen dem Pogórze Wielickie im Norden und den Beskid Makowski (Makower oder Mittelbeskiden) im Süden. Die Lanckorońska-Berg (552 m) dominiert die Landschaft des Orts. Die Nachbarorte sind Brody im Nordwesten, Jastrzębia im Osten, Skawinki im Süden, Leśnica im Südwesten.

## Geschichte
Zunächst wurde im Jahre 1359 (eine Abschrift aus dem 19. Jahrhundert) die Landiscoronese castrum (Burg Lanckorona) erstmals urkundlich erwähnt. Frühere angegebene Erwähnungen im Jahre 1336 oder als villa Hartmanni (siehe Przeciszów bei Zator) sind falsch. Zwei Jahre später gab der König Kasimir der Große die Erlaubnis für die Gründung der Stadt. Im Jahre 1366 erhielt die Stadt Lanczkoruna das Magdeburger Recht. Die Burg schützte die Grenze Polens gegen das Herzogtum Auschwitz (ab 1445 das Herzogtum Zator), das unter der Lehnsherrschaft des Königreichs Böhmen seit 1327 war, gegenüber der schlesischen Burg Barwałd. Der Name Lanckorona ist vom deutschstämmigen Namen der Burg abgeleitet und bedeutet Landskrone. Schon die erste Erwähnung des Namens der Stadt als Lanczkoruna (1366) ist polonisiert.
Seit dem späteren 14./früheren 15. Jahrhundert bis zu den Teilungen Polens war die Burg Lanckorona der Sitz einer Starostei im Kreis Szczyrzyc in der Woiwodschaft Krakau.
Am 23. Mai 1771 fand dort die Schlacht bei Lanckorona statt, die eine der bedeutendsten Zusammenstöße polnischer und russischer Truppen im Krieg der Konföderation von Bar war.
Bei der Ersten Teilung Polens kam Lanckorona 1772 zum neuen Königreich Galizien und Lodomerien des habsburgischen Kaiserreichs (ab 1804). Die Starostei wurde verstaatlicht. Im Jahr 1780 hatte die Stadt 681 Einwohner, die Vorstadt 950 Einwohner. Nach der Eingemeindung der Vorstadt hatte Lanckorona zwischen 1300 und 1400 Einwohnern. Ab 1782 gehörte die Stadt zum Myslenicer Kreis, ab 1819 mit dem Sitz in Wadowice.
1918, nach dem Ende des Ersten Weltkriegs und dem Zusammenbruch der k.u.k. Monarchie, kam Lanckorona zur Zweiten Polnischen Republik. Unterbrochen wurde dies durch die deutsche Besetzung Polens durch die Wehrmacht im Zweiten Weltkrieg. Es gehörte dann zum Distrikt Krakau im Generalgouvernement.
Im Jahre 1933 verlor Lanckorona wegen der stagnierten Entwicklung das Stadtrecht.
Von 1975 bis 1998 gehörte Lanckorona zur Woiwodschaft Bielsko-Biała.

## Gemeinde
Zur Landgemeinde (gmina wiejska) Lanckorona gehören fünf weitere Dörfer mit einem Schulzenamt.

## Sehenswürdigkeiten
- Zahlreiche Holzgebäude aus der galizischen Zeit;
- Burgruinen;
- Katholische Kirche, ursprünglich etwa 1366 gebaut, gründlich im 16. Jahrhundert und 1878 und 1891 umgebaut;

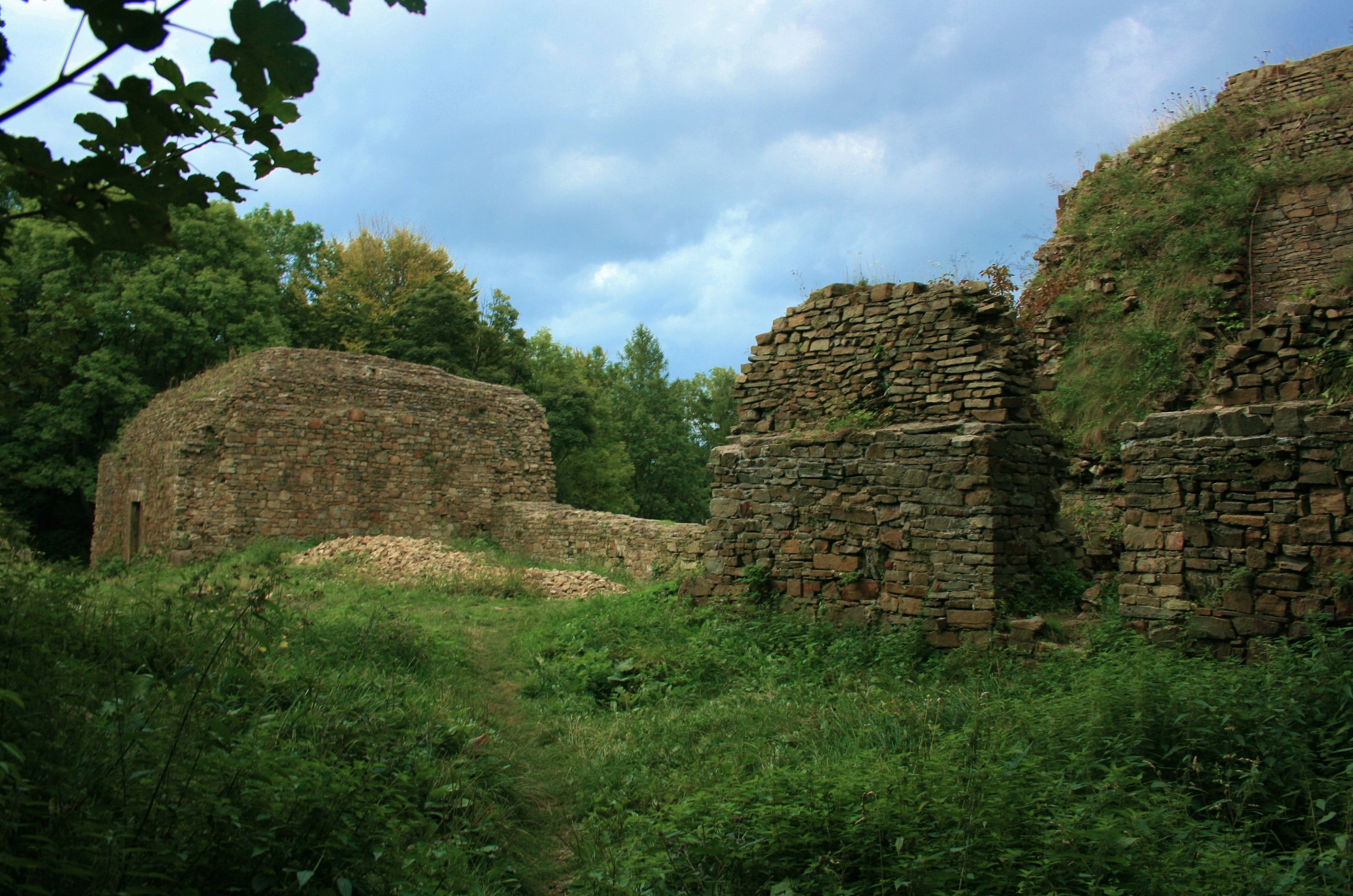
Burgruinen
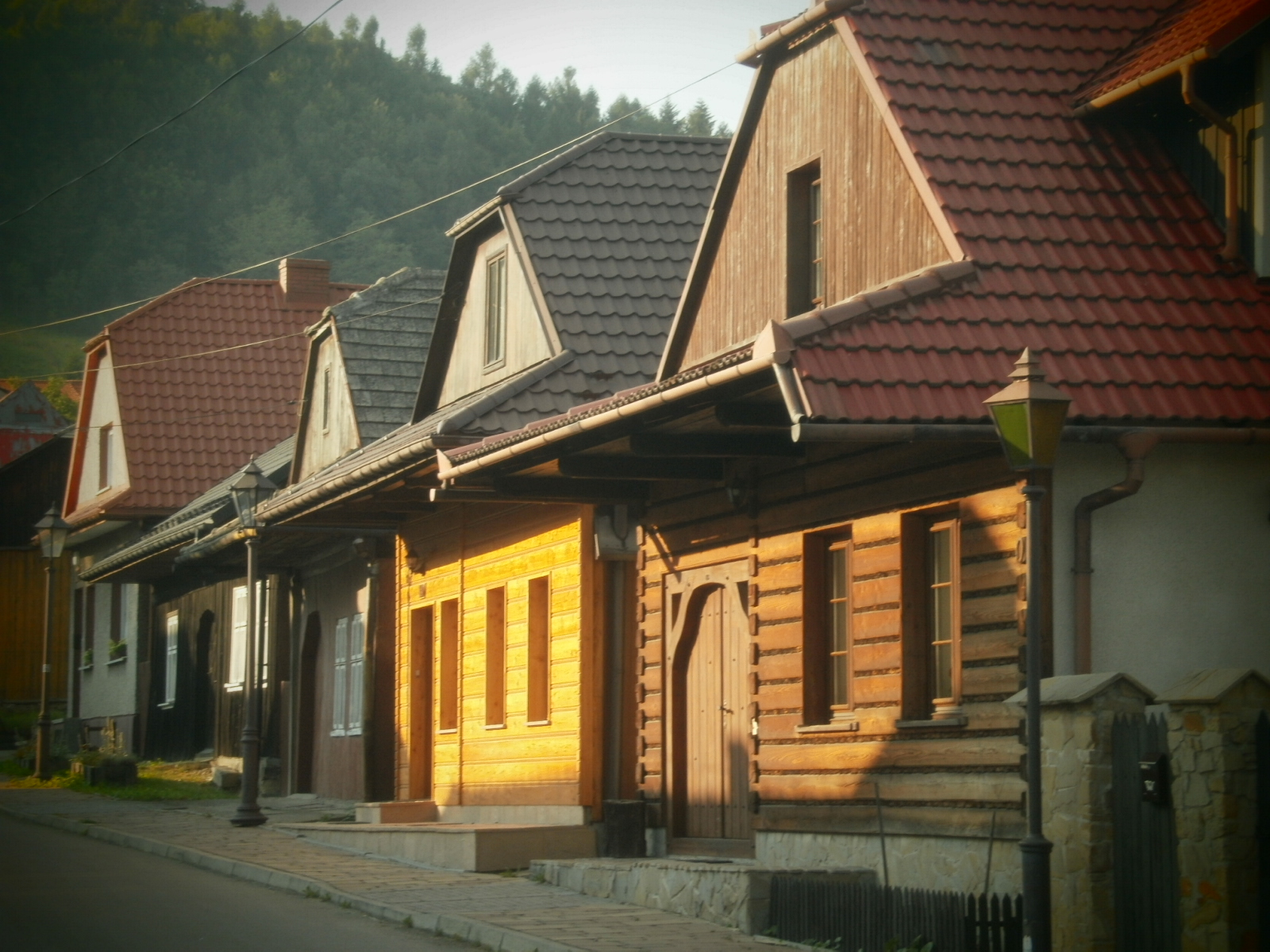
Holzgebäude
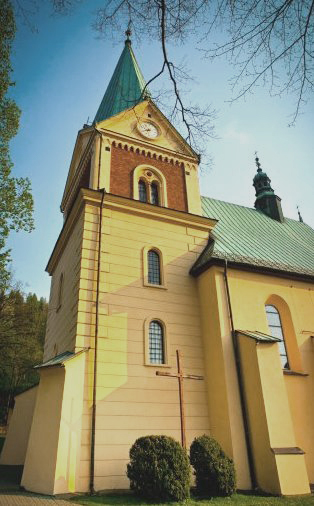
Katholische Kirche